# إنيغو جونز
إنيغو جونز (15 يوليو 1573 في لندن - 21 يونيو 1652 في لندن) مهندساً معمارياً إنجليزياً يعتبر أول معماري هام في العصر الكلاسيكي في إنجلترا. يُعرف القليل فقط عن طفولته وشبابه. درس الفن المعماري الباليدي في إيطاليا. أدخل جونز أسلوباً معمارياً عُرف باسم الباليدي إلى المعمار الإنجليزي، الذي كان عندها سائدًا في إيطاليا، خاصة في شماله. هذا الأسلوب الذي استخدمه في الكثير من أعماله المعمارية.

## بداية حياته
ما وراء حقيقة أن إنيغو جونز ولد في سميثفيلد, لندن, ابن إنيغو جونز, عامل قماش ويلزي, ومعمد في كنيسة بارثولوميو.
لا يعرف إلا القليل عن بداية حياة جونز.

## روابط خارجية
- إنيغو جونز على موقع الموسوعة البريطانية (الإنجليزية)
- إنيغو جونز على موقع إن إن دي بي (الإنجليزية)